# Olivedalsgatan
Olivedalsgatan är en gata i stadsdelen och primärområdet Olivedal i Göteborg. Gatan är cirka 385 meter lång, och sträcker sig från Övre Husargatan till Vegagatan.
Gatan fick sitt namn 1894 efter den numera försvunna egendomen Olivedal, vilken med största sannolikhet uppkallats efter Olivia Melin, som var dotter till innehavaren av Olivedal, Olof Melin (död 1834). Vid gatans sydvästra del låg herrgården som givit namn åt gatan, stadsdelen och primärområdet. Härifrån gick Olivedals allé vars sträckning gatan följer parallellt - även om föregångaren låg trettio meter söder om nuvarande gata.